# Bulbophyllum clemensiae
Bulbophyllum clemensiae är en orkidéart som beskrevs av Oakes Ames. Bulbophyllum clemensiae ingår i släktet Bulbophyllum och familjen orkidéer. Inga underarter finns listade i Catalogue of Life.